# Palazzo dei Priori (Perugia)
Il Palazzo dei Priori, o comunale, è uno dei migliori esempi d'Italia di palazzo pubblico dell'età comunale. Sorge nella centrale Piazza IV Novembre a Perugia, in Umbria. Si estende lungo Corso Vannucci fino a via Boncambi. È ancora oggi sede di parte del Municipio e, al terzo piano, della Galleria nazionale dell'Umbria. Deve il suo nome ai Priori, la massima autorità politica al governo della città in epoca medievale.

## Storia

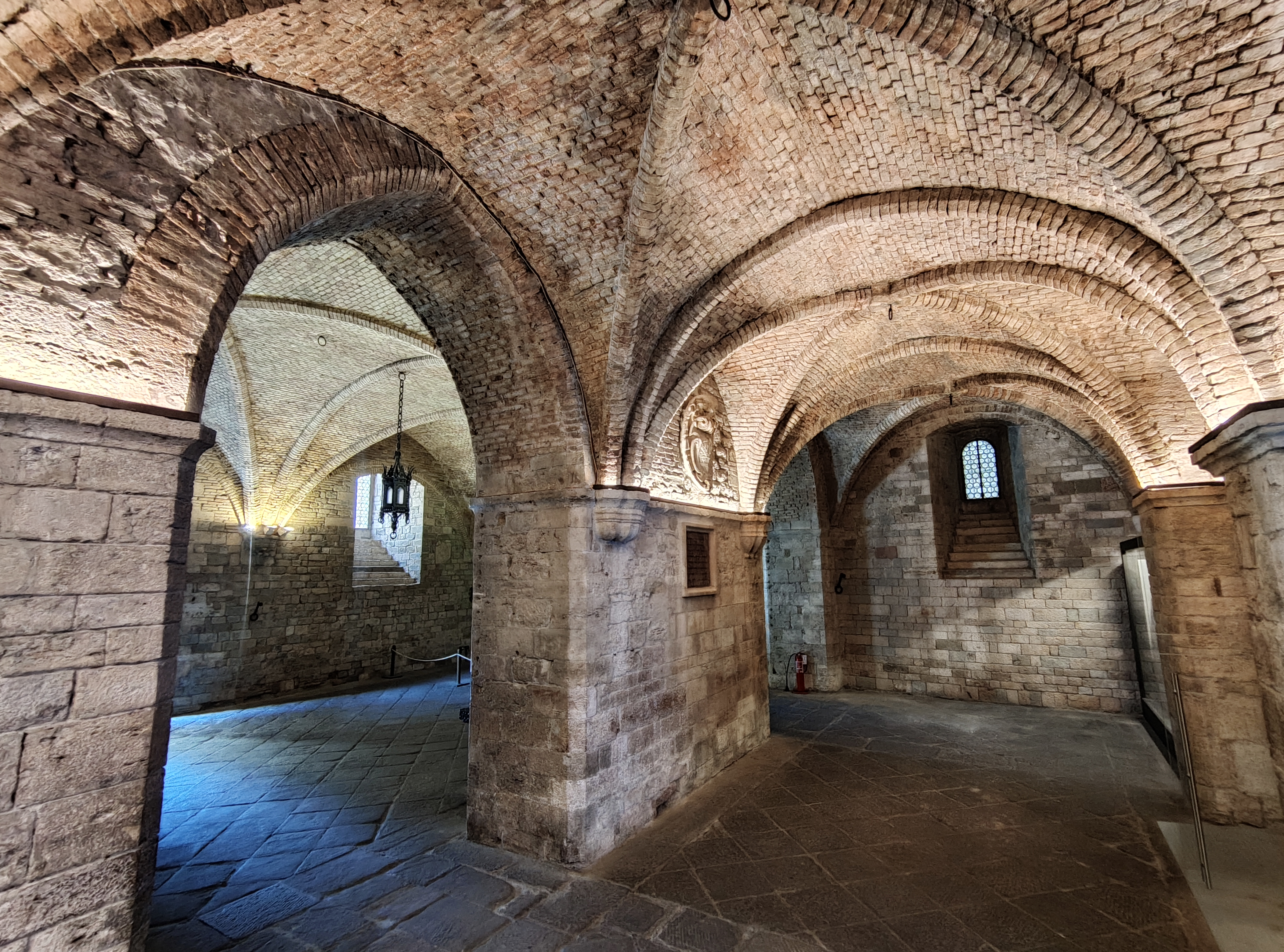
Interni dell'ingresso laterale

Fu edificato in stile gotico tra il 1293 e il 1443 in più fasi costruttive. L'irregolarità delle facciate si spiega nel lungo percorso di costruzione, volto a continue aggiunte e inglobamenti di edifici preesistenti. La parte più antica è quella che ospita la Sala dei Notari, ossia la parte angolare fra la piazza IV novembre e Corso Vannucci, costituita da tre finestre trifore con portale trilobato sul lato piazza e da dieci trifore e quadrifore sul lato corso. Al piano terra era un grande porticato. Fu il primo cantiere, eseguito fra il 1293 e il 1297 ad opera degli architetti perugini Jacopo di Servadio e Giovannello di Benvenuto.
All'inizio del '300, nel lato ovest, ovvero nel lato nascosto del palazzo, fu inglobata l'intera area del palazzo del Capitano del popolo, precedentemente casa torre di Madonna Dialdana.
Il successivo ampliamento fu diretto tra 1317 e il 1326 dall’architetto senese Ambrogio Maitani che, con il fratello Lorenzo, era stato chiamato per ripristinare l’acquedotto di Montepacciano, che portava l'acqua alla fontana di piazza. È di questa fase la costruzione degli alloggi per la nuova Magistratura dei Priori (sorta nel 1303, costituita da dieci rappresentanti di ciascuna delle principali corporazioni delle Arti, tra le 44 che esistevano; restavano in carica due soli mesi e in questo periodo venivano ospitati nel palazzo). Gli alloggi erano costituiti dai dormitori e dalle sale per i consigli al primo piano, la mensa e la cucina al secondo, la sala Maggiore al terzo. Tali ambienti vennero occupati dal 1325. A questa fase costruttiva va ricondotto il portale maggiore, divenuto ingresso principale del palazzo.
Tra il 1326 e il 1331 il Comune acquistò da Benvenuto di Cola dei Servitori una casa-torre, che fu collegata al Palazzo tramite un cavalcavia, sopra l’attuale via dei Priori; su di esso fu impostata la torre campanaria addossata alla torre più antica. Nel 1331, in questa area, si realizzò l'antica cappella dei Priori, dedicata a S. Ludovico di Tolosa, fratello di Roberto d'Angiò, appartenenti alla casa D’Angiò alleata del Comune; per tale ragione l'emblema del giglio scolpito appare su più parti: nella lunetta del portale e nel fianco del palazzo, lungo via dei Priori, all'incrocio con via della Gabbia.
Più tardo, del 1335 circa, è l’ampliamento della facciata di piazza, che ha rotto la simmetria iniziale, con il portico e la sala San Severo a piano terra e altre sale nei piani superiori. L'ampliamento è stato ottenuto inglobando l’area occupata dalla chiesa di San Severo di piazza, di cui resta solo un muro all’interno (il titolo della chiesa di San Severo fu aggiunto alla vicina chiesa di Sant'Agata, nell'odierna via dei Priori, che per questo mantiene ancora oggi il duplice appellativo).
Il primo ottobre 1388 fu rifatta la campana minore del palazzo, il quale l'aveva fatta fare Gérard du Puy quando governava la città. Sempre nello stesso giorno fu issata la campana maggiore che pesava 8261 kg e il 12 novembre del 1388 fu fatta suonare.
Tra il 1429 e il 1443 il Palazzo venne ancora ampliato verso sud, inglobando la chiesa di San Giovanni al foro o di piazza, attualmente cappella di San Giovanni, facente parte del Collegio del Cambio, ovvero la corporazione dei cambiavalute, subentrata nel palazzo dal 1452. Per omogeneità stilistica esternamente fu mantenuto lo stile gotico anche se nel XV non era più attuale.
Dal 1534 il palazzo diventò sede del legato apostolico e furono apportati cambiamenti nell’ala più recente. Un ulteriore intervento fu diretto dall’architetto perugino Galeazzo Alessi che, negli anni 80 del Cinquecento, realizzò il loggiato posteriore e quello anteriore. Successivamente l’architetto e scultore Vincenzo Danti completò il lavoro ampliando lo scalone interno.
Negli anni successivi di dominio pontificio, il palazzo subì un periodo di decadenza e fu fortemente alterato sia all’interno che all’esterno (scomparve la merlatura, furono aperte delle finestre nei piani ricavati negli intramezzi, scomparvero le trifore ecc). Fu ripristinato nelle antiche forme e restaurato dopo il 1860.

## Descrizione

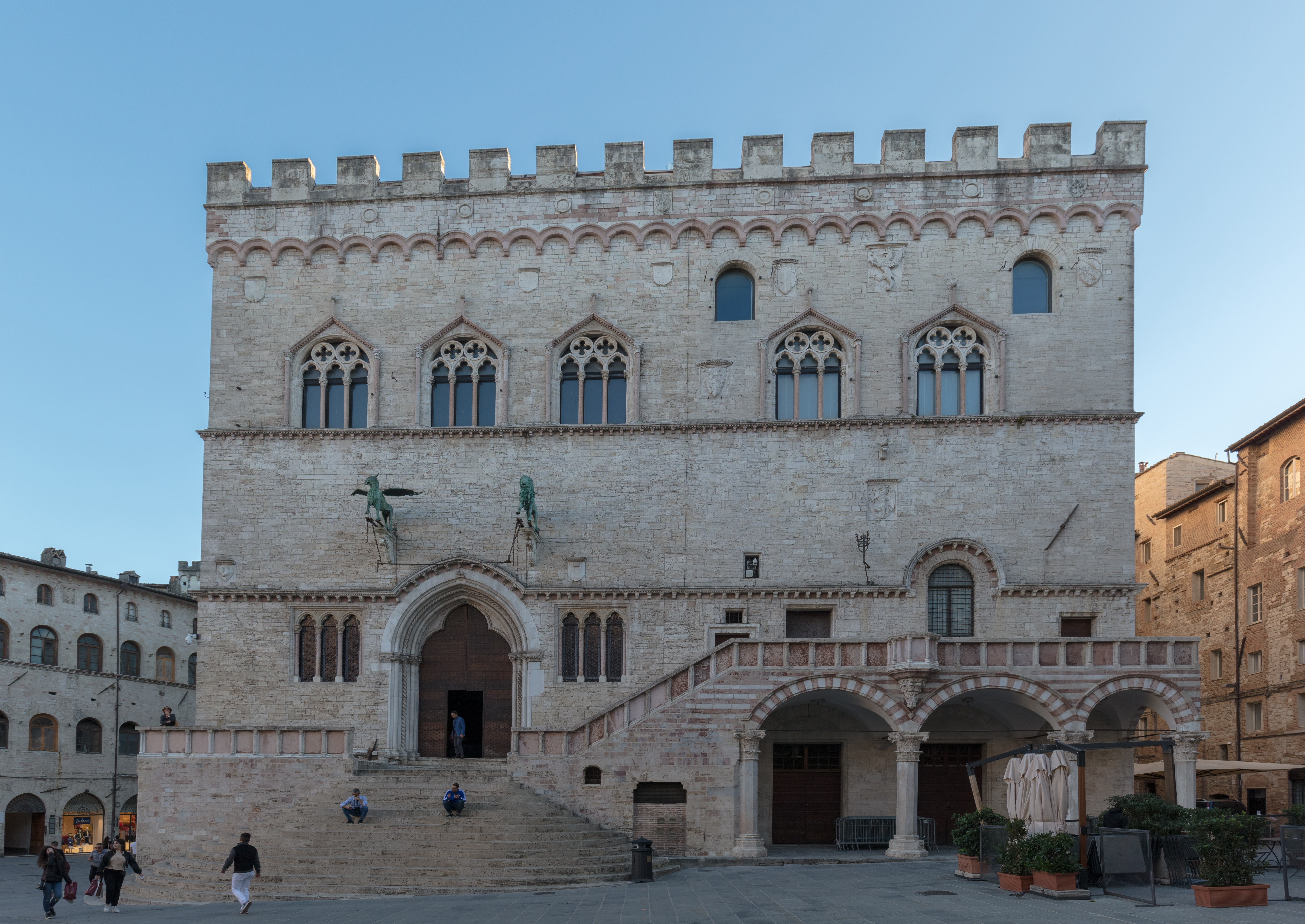
La facciata del palazzo verso Piazza IV Novembre

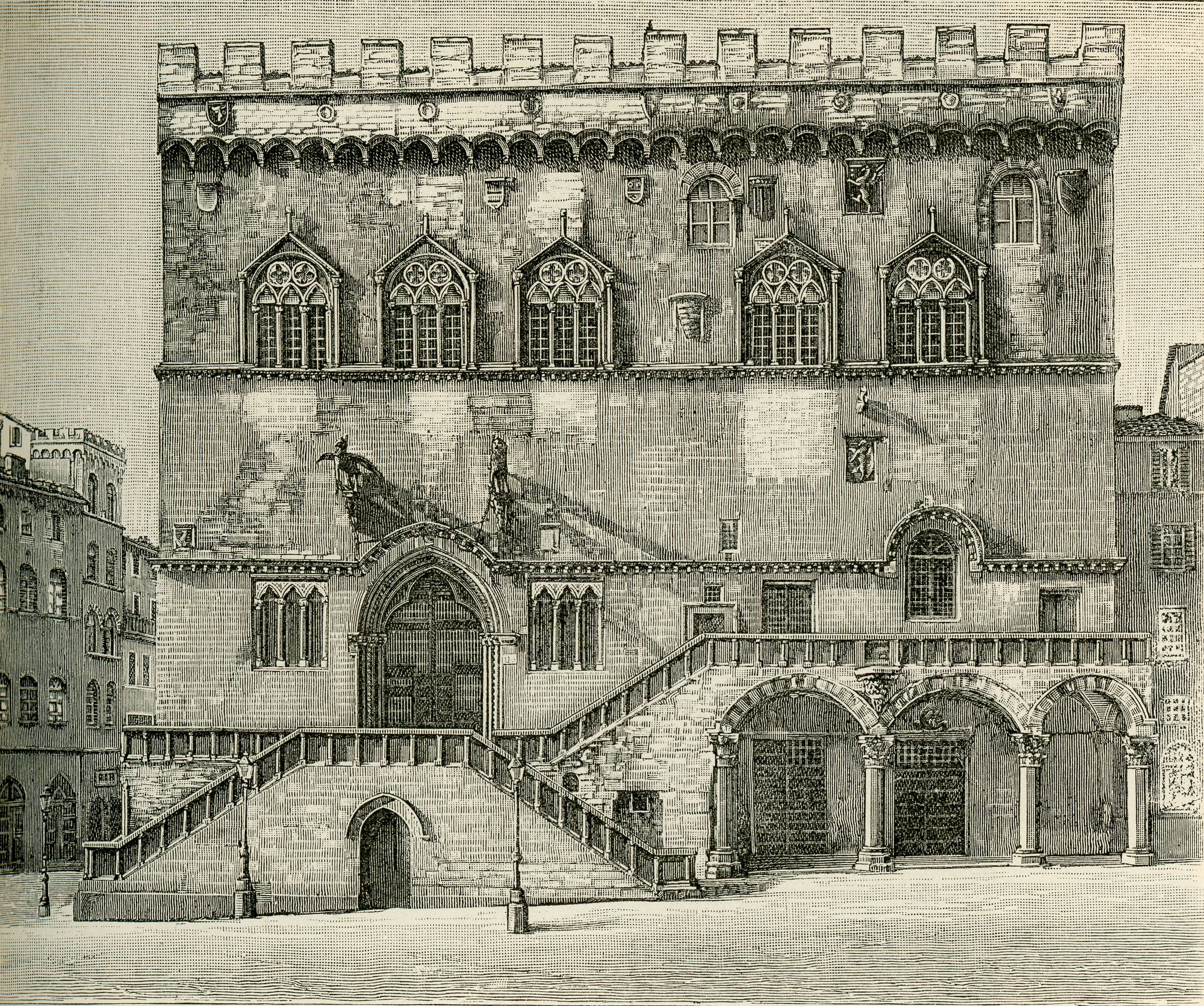
La facciata del palazzo nel 1895

### Facciate esterne
La facciata verso la piazza ha una scalinata a ventaglio costruita nel 1902 in sostituzione di quella a due rampe (risalente al XVII secolo). Si presume che la scala originaria sia stata a ventaglio. Il portale gotico trilobato è fiancheggiato da due trifore, presenti anche nell'ordine superiore con cuspide e in numero di cinque. Le due di destra sono relative al successivo ampliamento. A piano terra vi sono tre arcate asimmetriche, fra le prime due vi è un pulpito usato per la lettura degli atti. Due mensoloni sopra al portale gotico, sorreggono le copie delle statue bronzee del Grifo simbolo della città e del Leone guelfo, le originali (oggi nell'atrio del palazzo) vennero realizzate verso il 1274 forse per una fontana scomparsa di Arnolfo di Cambio. Le catene che pendono dalle statue e le sbarre ferree sono quelle tolte dai perugini alle porte di Torrita di Siena durante la Battaglia di Torrita del 1358.
La facciata verso il corso, ad andamento rigonfio, lascia intravedere i diversi ampliamenti susseguitisi nel tempo. La massa muraria come nella facciata di piazza è alleggerita al primo piano da delle trifore con due esempi di quatrifore, mentre al piano superiore sono 19 splendide trifore cuspidate che utilizzano la consueta combinazione cromatica data dalla pietra rosa e bianca. Il cornicione e la merlatura guelfa coronano l'estremità di entrambi i lati. A piano terra i negozi sostituiscono i fondachi e le botteghe artigiane. Alla destra del Portale tuttora è l'ingresso del Collegio della Mercanzia, insediatosi nel palazzo dal 1390; mentre il Collegio del Cambio è subentrato nell'ampliamento sud, dal 1452 .

#### Portale Maggiore
Il Portale Maggiore o Portale delle Arti, elemento dominante del palazzo, attribuito a maestranze locale, venne costruito nel 1346. Ricco di decorazioni scultoree, si presenta affiancato da pilastri quadrati figurati poggianti su due leoni; quello di sinistra con le allegorie della Magnanimità, della Fertilità e della Superbia, quello di destra con l'Avarizia, l'Abbondanza e l'Umiltà. I pilastri sono sormontati da due gruppi di grifi che dominano dei vitelli, simbolo della Corporazione dei Macellai committente dell'opera.
Sull'inquadratura del portone e nell'archivolto sono bassorilievi con Scene della Vita cittadina. Nella lunetta sono copie delle statue dei santi Lorenzo, Ercolano e Costanzo (o S. Ludovico di Tolosa), patroni della città. Il suo stile, ma soprattutto le sue dimensioni sono in contrasto con quelle del palazzo, si ritiene che sia stato concepito per un edificio ecclesiastico, per questo si è prospettata l'ipotesi di un suo rimpiego. Nella cornice della porta al lato sinistro vi una figura con un cartiglio che riporta la scritta: “Entra Puro, move securo”.

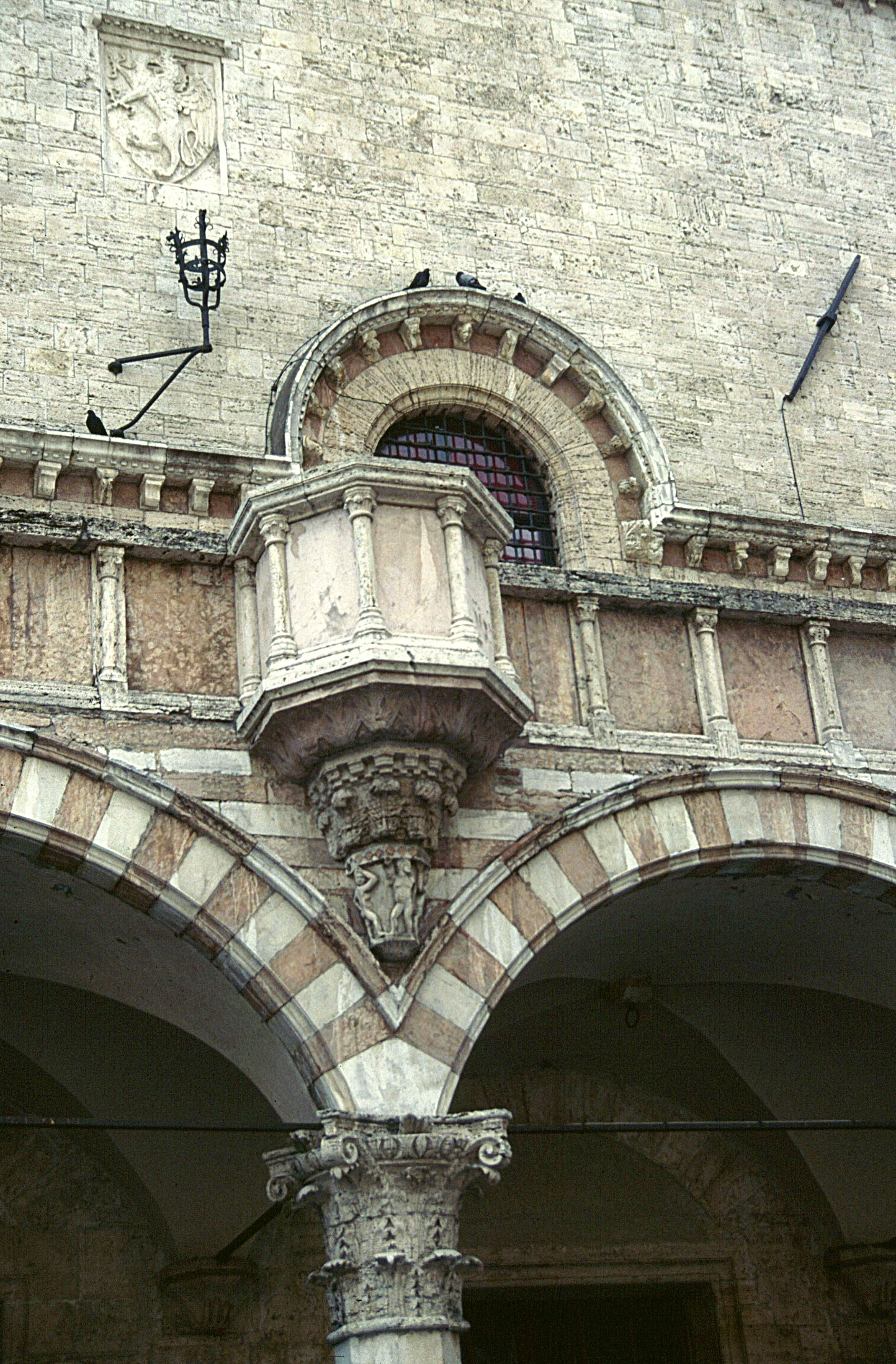
Il pulpito.
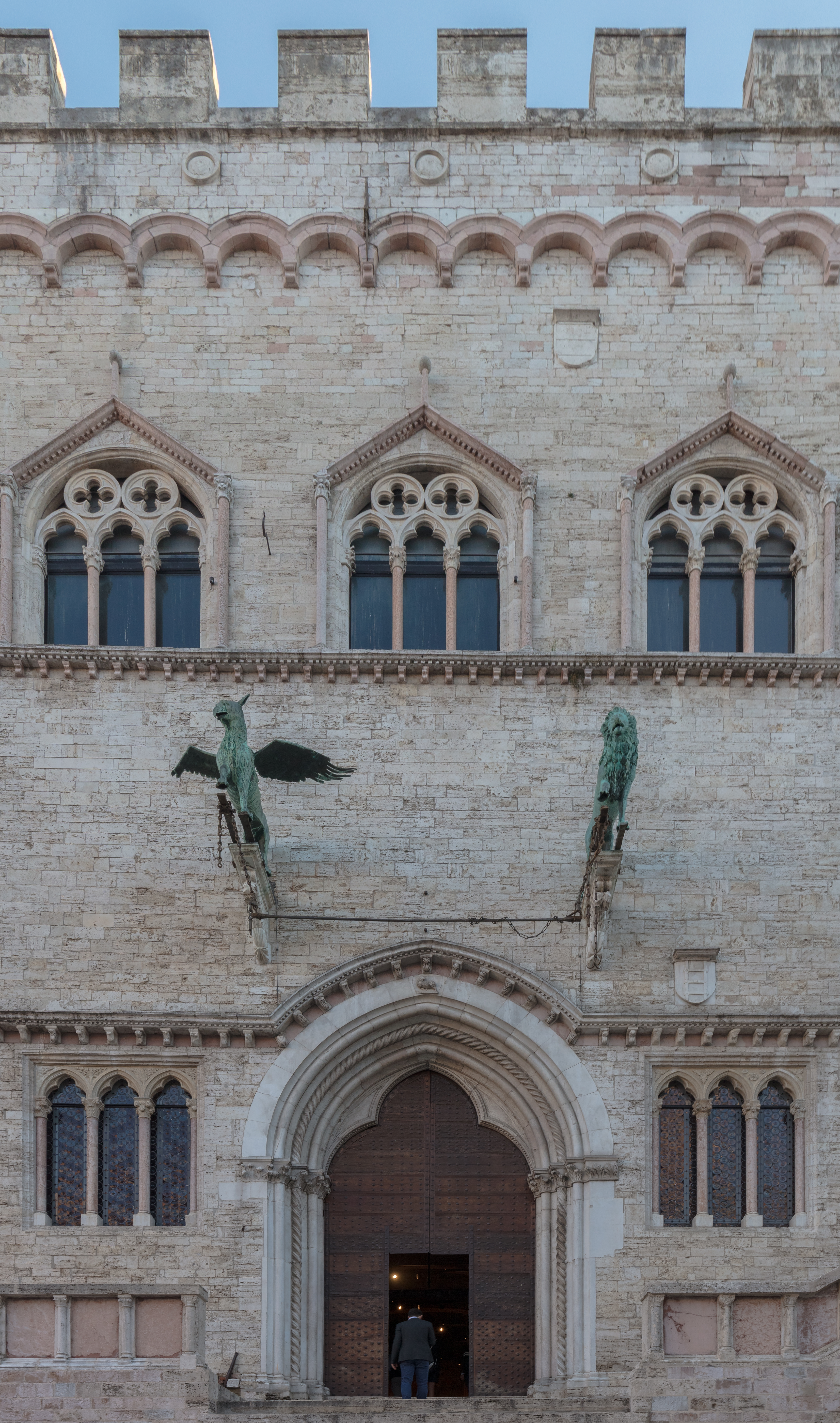
Un grifo e un leone, simboli della città, ornano l'entrata dalla piazza della fontana
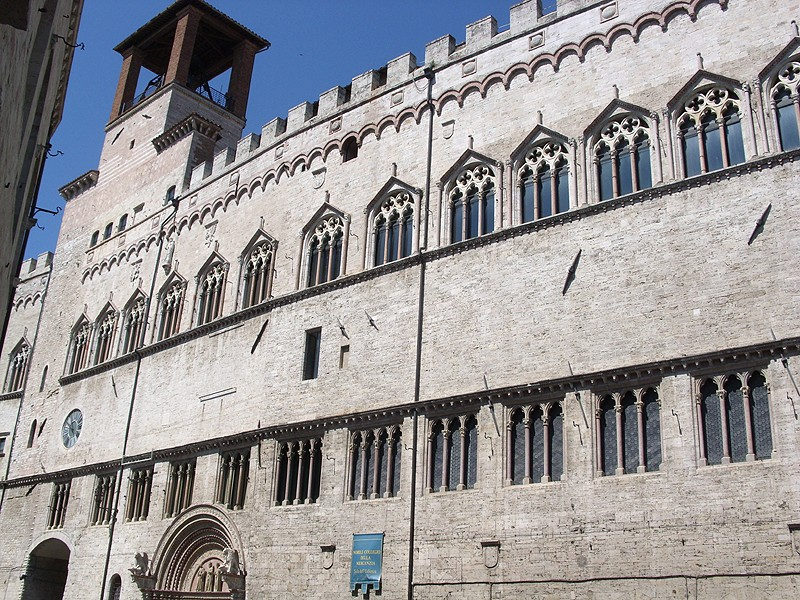
Il fronte su Corso Vannucci.
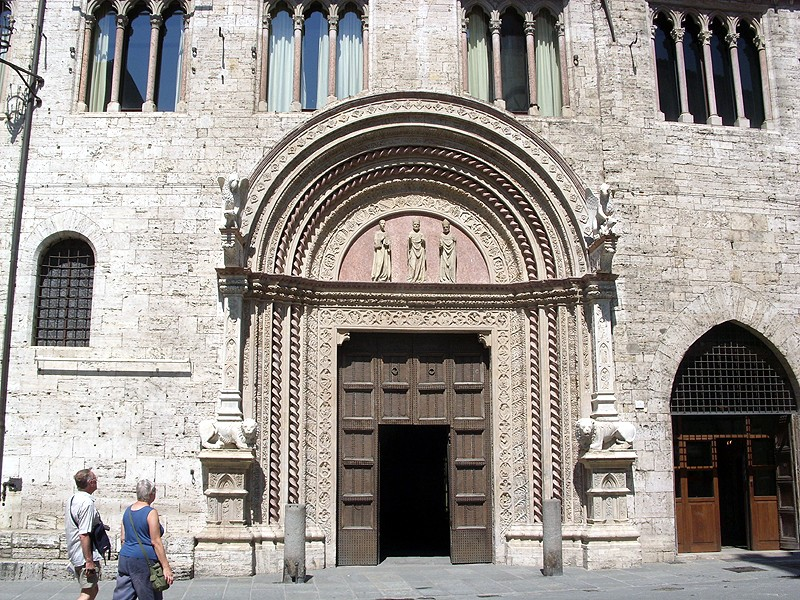
Il Portale Maggiore.

### Interni
L'interno conserva diversi ambienti di notevole interesse:

#### Sala dei Notari

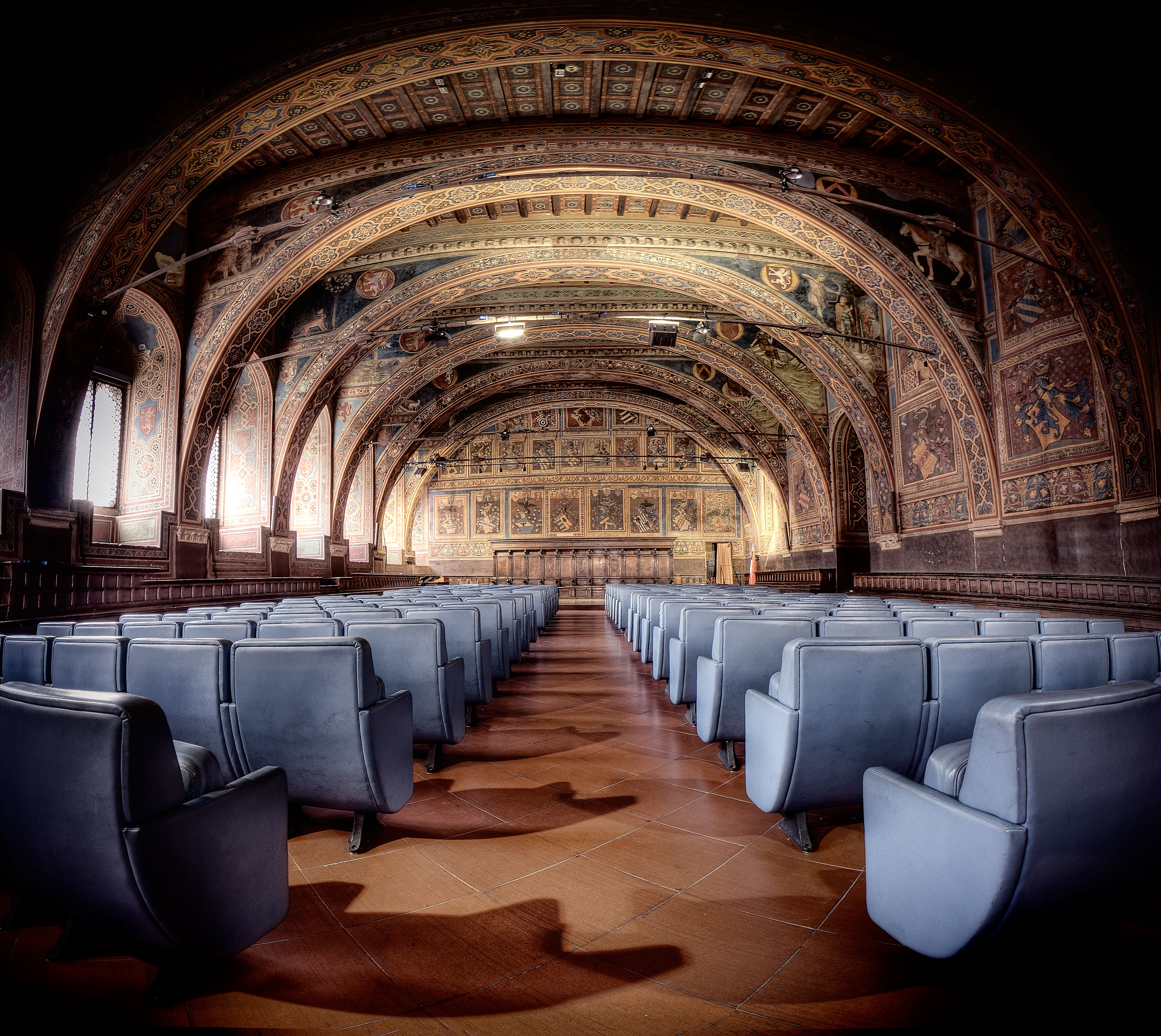
La Sala dei Notari.

La Sala dei Notari si trova nel lato nord del palazzo. Originariamente aula delle assemblee popolari del libero comune, e sede del tribunale del Capitano del Popolo. Dal 1582 fu sede della potente corporazione dei notai, da cui il nome.
Vasto ambiente con volte sostenute da una sequenza di otto arconi, con affreschi dell'ultimo decennio del XIII secolo attribuiti al Maestro del Farneto e al Maestro Espressionista di Santa Chiara, entrambi in contatto con il cantiere pittorico della Basilica di San Francesco di Assisi; rappresentano Favole di Esopo, Leggende, Storie bibliche e Massime. Nel 1860 gli affreschi sono stati pesantemente restaurati e integrati dal pittore perugino Matteo Tassi, che ha aggiunto decorazioni neogotiche ed eclettiche su tutta la superficie, e ridipinto gli stemmi di podestà e capitani del popolo che si sono succeduti nel governo della città. Due stemmi dei magistrati in carica tra il 1293 e 1297, affrescati nella controfacciata della sala, confermano la datazione della prima fase costruttiva del palazzo. Lungo il perimetro si allineano stalli e sedili, ricostruiti nel XIX secolo sui modelli originali cinquecenteschi. In alto nella parete destra era un passaggio che metteva in comunicazione con la residenza del Capitano del Popolo.

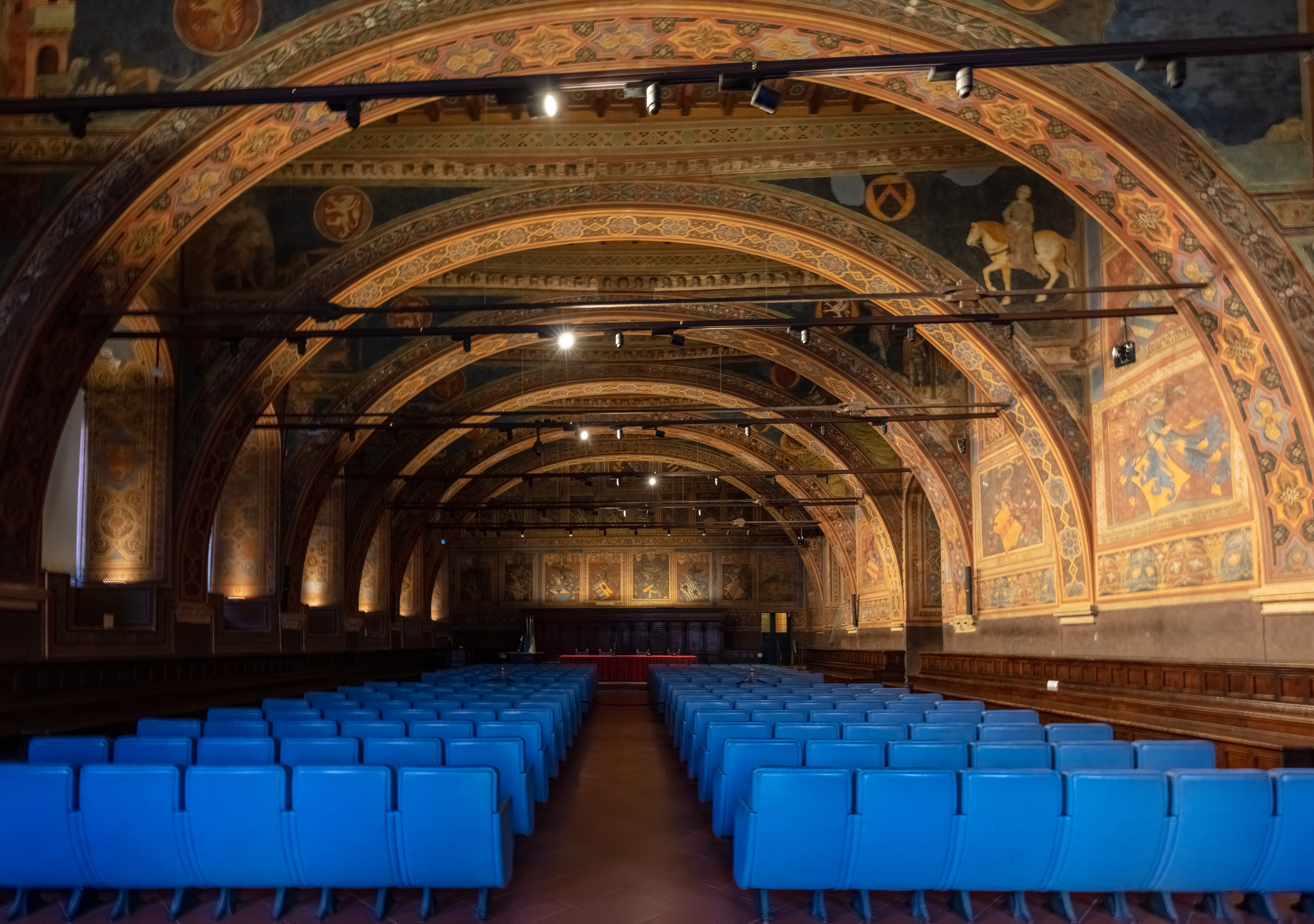
La Sala dei Notari
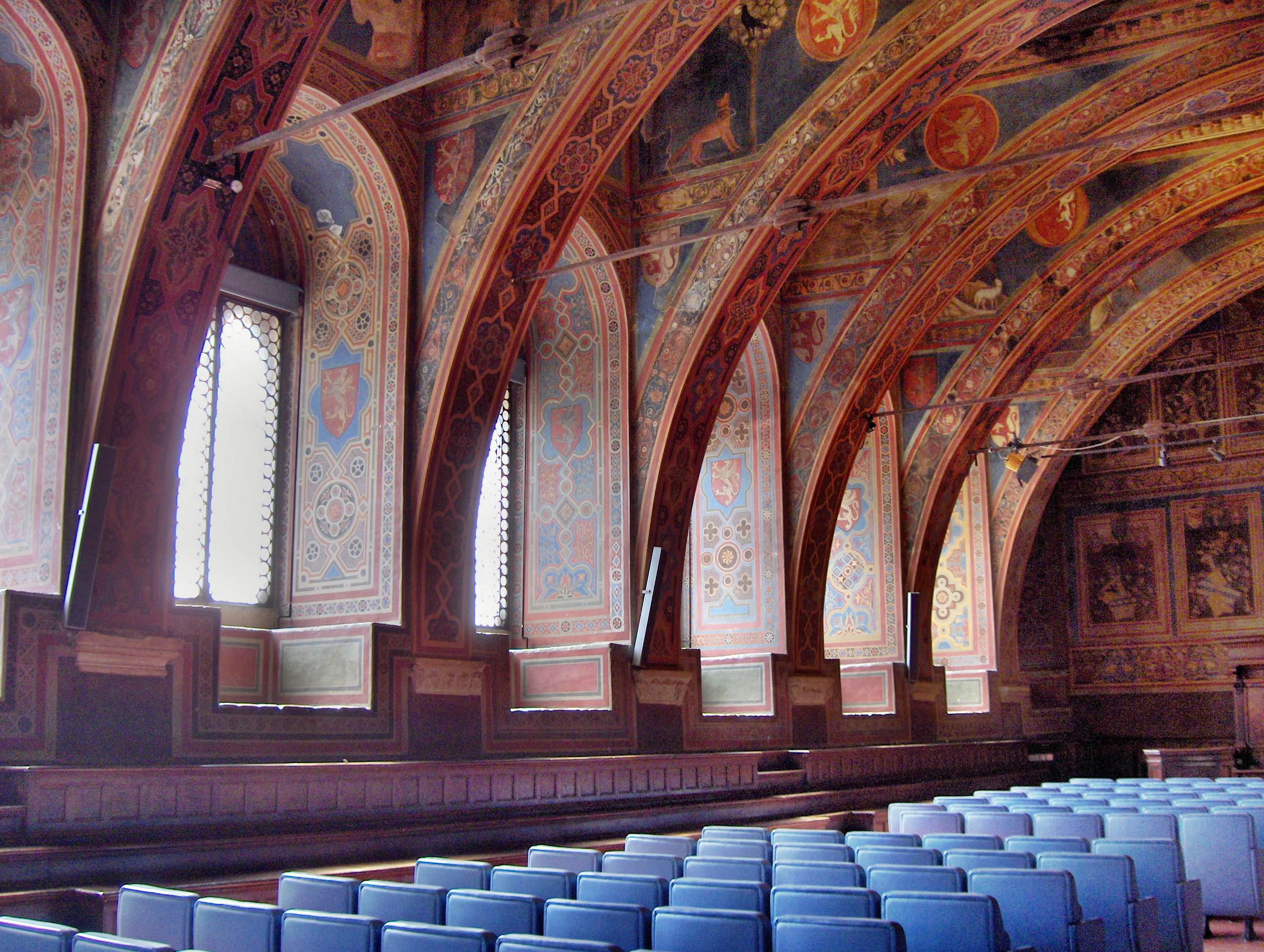
I seggi cinquecenteschi corrono lungo tutto il perimetro della sala
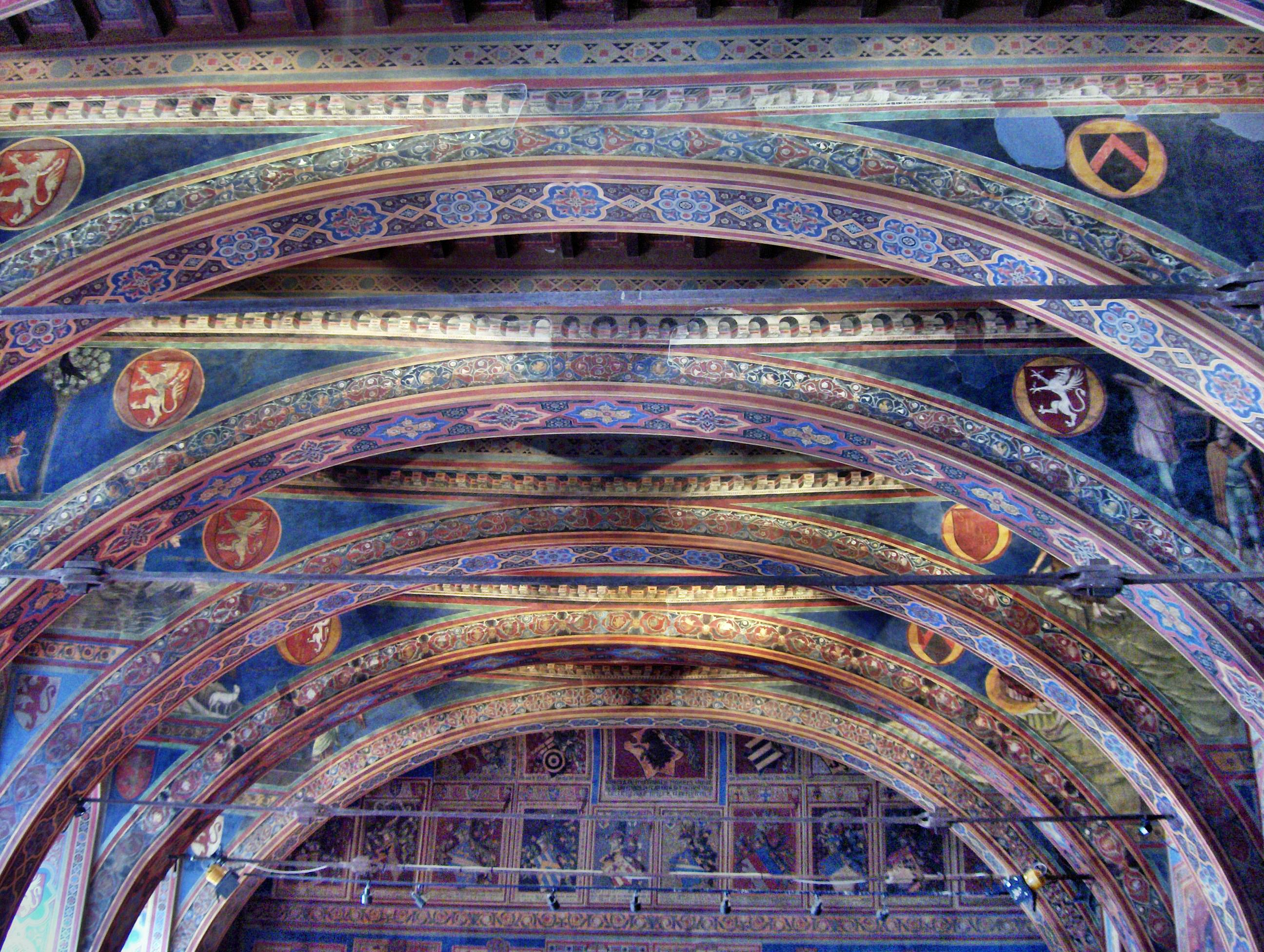
Particolare
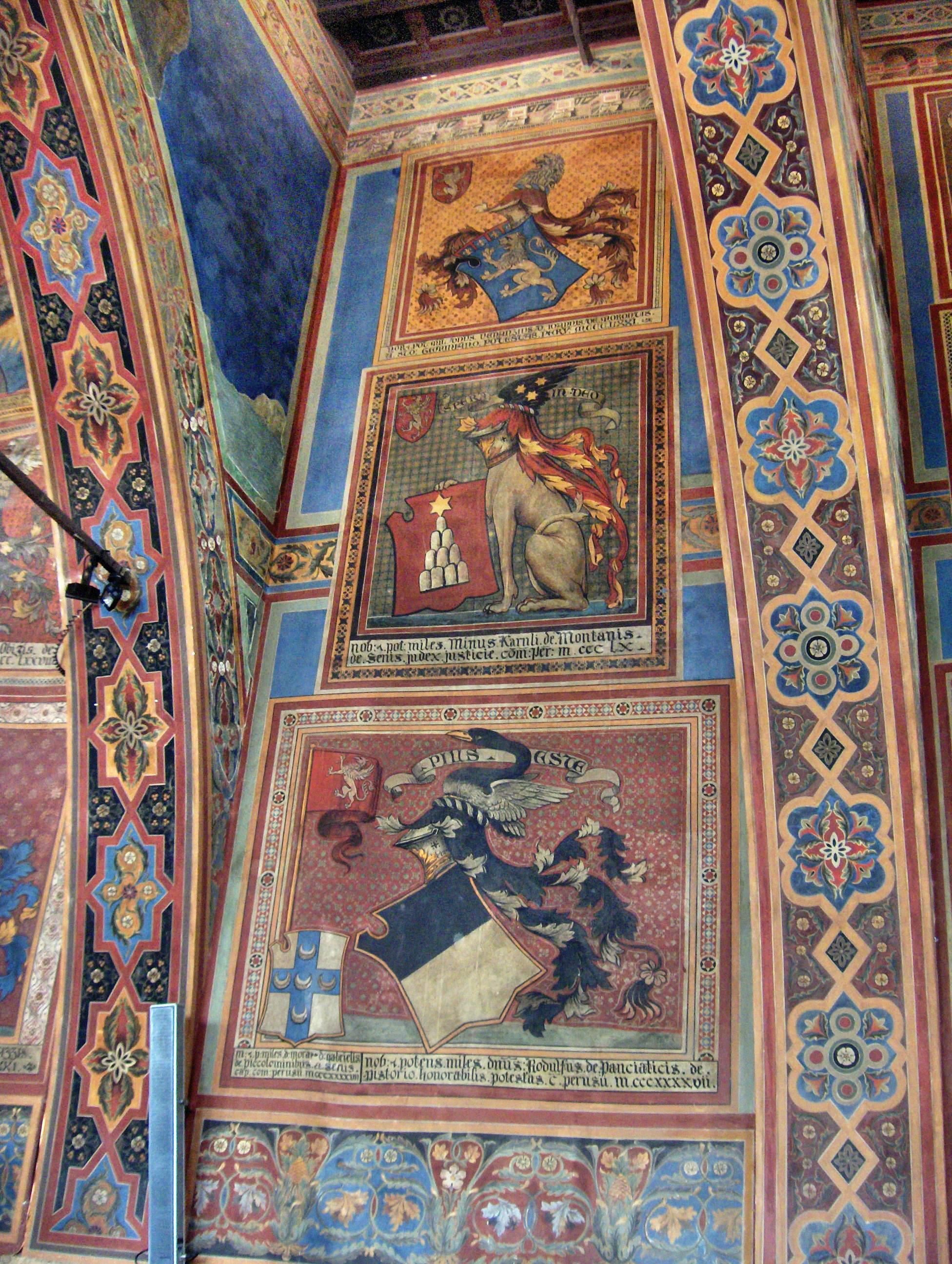
Gli affreschi medievali sono stati realizzati da artisti locali
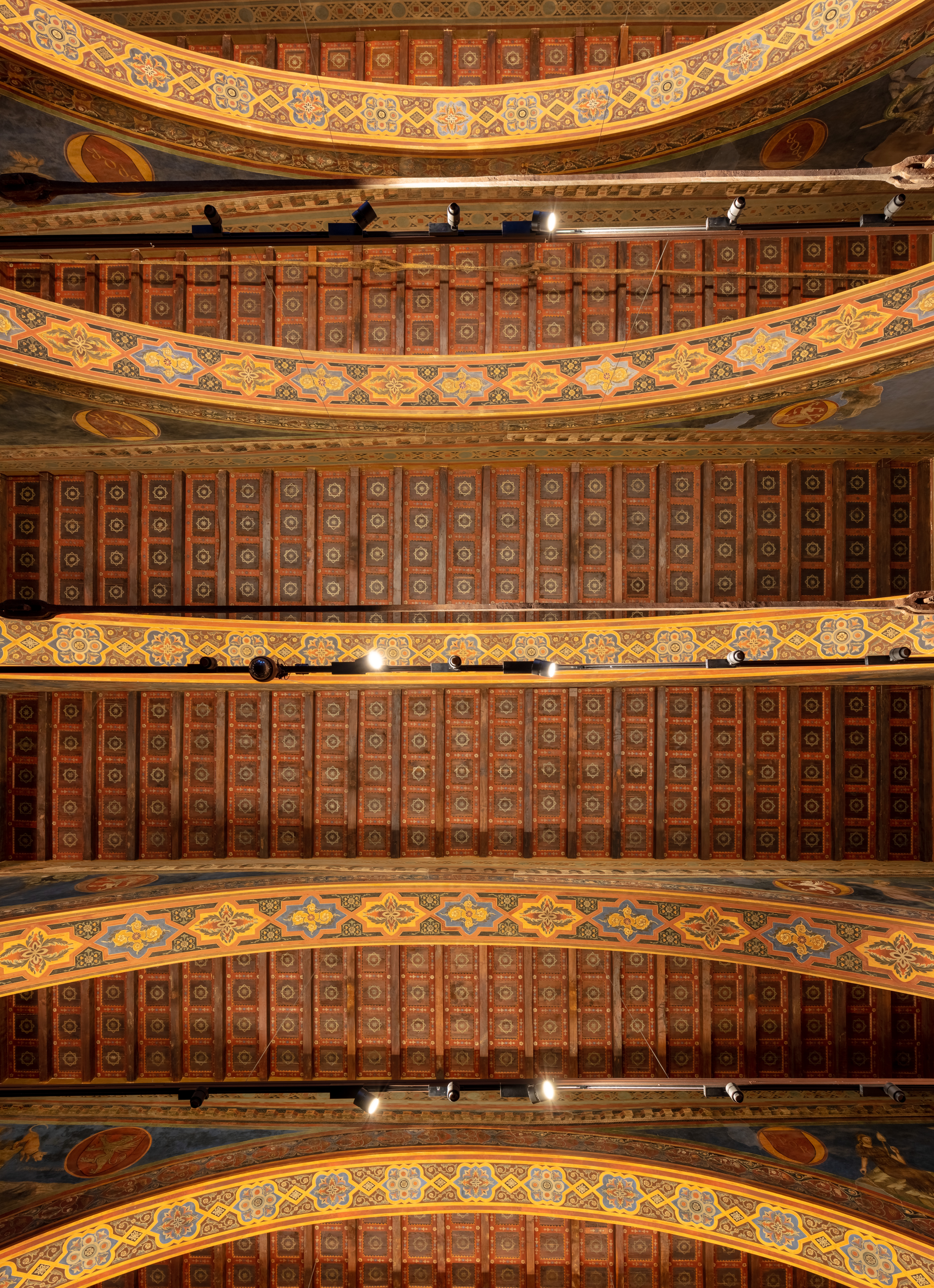
Soffitto

Sala della Vaccara
Si trova nel lato nord del palazzo; vi si accede salendo le scale a destra del portale della sala dei notari o dall'interno al primo piano. L'ambiente occupa l'area dell’antica Chiesa di San Severo. La piccola porta d'ingresso ha le imposte coperte da una lastra di ferro con grifi intagliati e nel centro le lettere A.G., che significano "Armadium Generale", ovvero il primo Archivio comunale. Nella parte superiore è una scritta del 1339 che riporta: MCCCXXXVIIII Gilius Rufinelli me fecit. Prima di questa data, questo compito di custodia e archiviazione dei documenti comunali era svolto dai Frati Domenicani. L'interno è una struttura gotica con volte a crociera con costolonature. Sulle volte di sinistra brani di affreschi raffiguranti San Cristoforo, a protezione dei traffici commerciali, e S. Bartolomeo apostolo, a protezione delle diverse attività artigianali che operano con arnesi da taglio. Nella parete di fondo è stato collocato un distacco di affresco raffigurante una natività e Santi, di Tiberio d'Assisi (scuola umbra del XV secolo) proveniente da una piccola chiesa campestre. Nel 2010 vi è stata collocata un'opera del manierista perugino Antonio Maria Abbatini (1598-1680) caratterizzata da una saturazione di figure in un pochissimo spazio.

#### Sala del Consiglio
Al primo piano è la sala del Consiglio comunale dove nel sopra porta, è una lunetta con un affresco del Pinturicchio raffigurante la Madonna fra due Angeli. È conservato anche l'originale della Pietra della giustizia, del 1234, che un tempo era esposta pubblicamente in piazza grande (piazza IV novembre). Al suo posto, sotto le logge di Braccio, adiacenti alla cattedrale,  ora vi è una sua copia.

#### Cappella dei Priori
Al terzo piano, sede della Galleria nazionale dell'Umbria, si trova anche la Cappella dei Priori, che venne affrescata fra il 1454 e il 1480 dal pittore “ufficiale” Benedetto Bonfigli con Storie della vita di Ludovico di Tolosa santo Francescano appartenente alla Casa D'Angiò , alleata di perugia, e Ercolano di Perugia,  definito “Defensor civitatis", quindi il patrono della città per eccellenza che difendette Perugia dall’assedio di Totila  nel 549; i dipinti sono di straordinaria importanza per la descrizione del paesaggio urbano, una testimonianza della città medievale, accuratamente riprodotta. La prospettiva ancora non scientifica accentua l’aspetto favolistico e mitologico degli accadimenti.
Paolino di Giovanni da Ascoli eseguì gli stalli del coro dal 1452 al 1466. Il Ceramista  Giacomo di Marino detto il Cavalla tra il 1455 e il 1457 realizzò Il pavimento in maiolica invetriata,  decorato  con motivi gotico-floreali su sfondo blu, alternati ad angeli in volo che anticipano un gusto rinascimentale.
Per questa sala, i Decenviri, ovvero i dieci priori al governo della città, commissionarono a Pietro Perugino, la Pala dei Decemviri, un dipinto a olio su tavola (193x165 cm) databile al 1495-1496. Nel 1797 l'opera, come altre centinaia di opere appartenenti alla Chiesa, venne requisita dalle truppe napoleoniche attraverso il Trattato di Tolentino come oggetto delle spoliazioni napoleoniche; successivamente fu restituita nel 1815 ad opera di Antonio Canova, e destinata alla Pinacoteca Vaticana a Roma. La cimasa col Cristo in pietà (87x90 cm) fortunatamente rimase a Perugia: oggi è nella Galleria nazionale dell'Umbria.

#### Sala del Collegio del Cambio

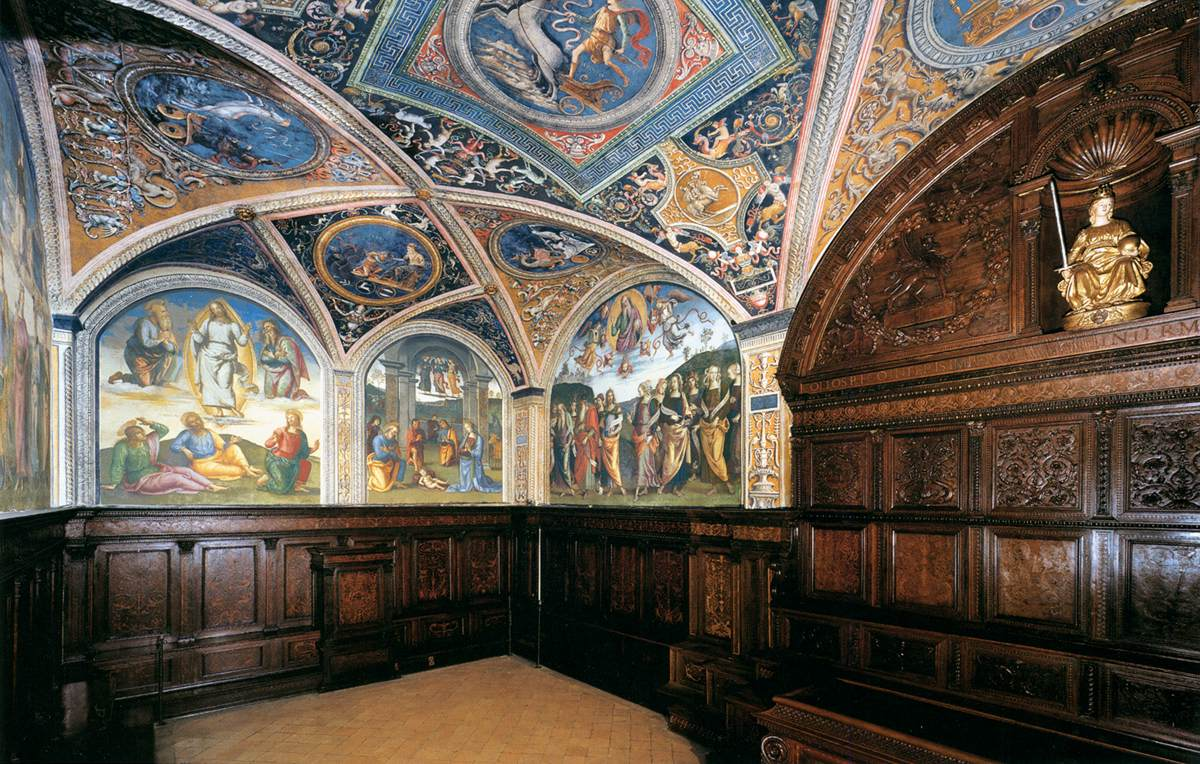
Sala dUdienza del Collegio del Cambio.

Un'altra sala importante con ingresso autonomo in Corso Vannucci, è quella dell'Udienza del Collegio del Cambio, affrescata dal 1498 al 1500 dal Perugino con aiuti, ed arredata con un grande bancone ligneo (Domenico del Tasso, 1492-1493) e seggi lungo le pareti (Antonio da Mercatello, 1508). Completa la decorazione una statua di terracotta dall'attribuzione incerta (forse di Benedetto da Maiano) raffigurante la Giustizia.
Il soffitto della Sala del Collegio del Cambio è stato definito, da Edith Wharton nel suo libro, "The Decoration of Houses", come uno dei tre soffitti perfetti al mondo: «Of all forms of ceiling adornment painting is the most beautiful. Italy, which contains the three perfect ceilings of the world - those of Mantegna in the ducal palace of Mantua (see Plate XXV), of Perugino in the Sala del Cambio at Perugia and of Araldi in the Convent of St. Paul at Parma - is the best field for the study of this branch of art.» (Di tutte le forme di decorazione del soffitto, la pittura è la più bella. L'Italia, che contiene i tre soffitti perfetti al mondo - quelli del Mantegna nel palazzo ducale di Mantova (vedi Tavola XXV), del Perugino nella Sala del Cambio a Perugia e degli Araldi nel Convento di San Paolo a Parma - è il miglior campo di studi per questa branca dell'arte.)

#### Sala del Collegio della Mercanzia

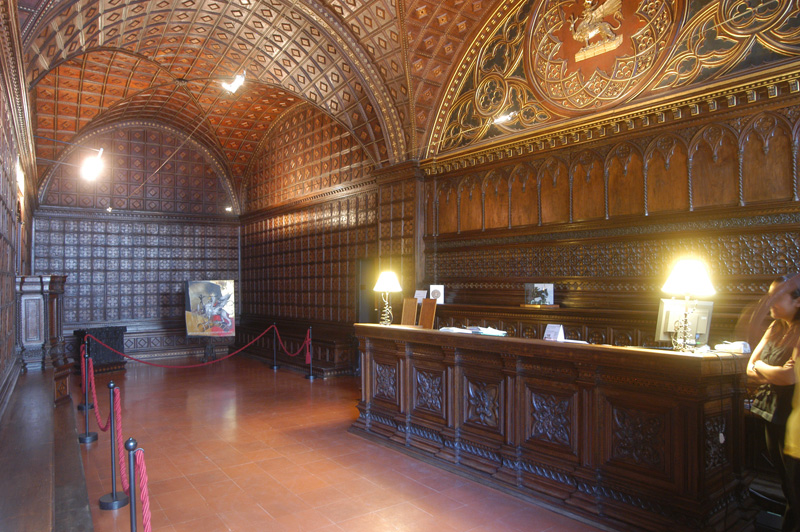
Sala del Collegio della Mercanzia.

Il Collegio della Mercanzia, situato nel secondo fondaco a destra del portale maggiore, è rivestito interamente da una decorazione lignea tardogotica.